# 近藍蓋小菇
近藍蓋小菇（学名：Mycena subcyanocephala）是一種真菌，其棲息地位於臺灣的亞熱帶地區。目前已經有十次觀察到它的存在，它目前是世界上體型最小的真菌物種。它只有1毫米或500微米高，寬度約100到250微米。同時還會聚集大量濕氣。
近藍蓋小菇屬於小菇科。與其最相近的物種是炫蓝蘑菇。其中「Mycena」這個詞與希臘詞「mykēs」（μύκης，指「蘑菇」）有關。因此它的名字來源被視為傳說中的創始者帕修斯（Perseus），據傳，他命名這個名字時可能是來自他劍鞘頂部的蓋子（mykēs），或者是來自他在某個地點採摘的一朵蘑菇。

## 說明
近藍蓋小菇節一種依靠腐木生長的物種，其子實體呈現毛絨狀，帽子為白色帶有淡藍色調，菌蓋囊狀細胞和莖狀細胞薄壁，口緣囊狀細胞呈光滑圓頭狀，菌孢子不含澱粉，並且有2個孢子的菌座。
其中，藍色的樣貌只在幼年階段出現，成熟後會逐漸變淡為淡藍色或白色。